# اضطراب انشقاقي
الاضطرابات الانشقاقية أو التفارقية أو الانفصالية (بالإنجليزية: Dissociative disorders، واختصارًا: DD)، هي الحالات التي تنطوي على اختلالات أو انهيارات في الذاكرة أو الوعي أو الهوية أو الإدراك. يستخدم الأشخاص المصابون بالاضطرابات الانشقاقية الانشقاق باعتباره آليةً دفاعيةً، سواء بشكل مرضي أو لاإرادي. يعاني الفرد من هذه التفككات لحماية نفسه. قد تتسبب الصدمة النفسية بحدوث بعض الاضطرابات الانشقاقية، باستثناء اضطراب تبدد الشخصية والاغتراب عن الواقع الذي قد يحدث بسبب توتر أو مؤثرات نفسانية المنشأ، فضلًا عن إمكانية حدوثه دون وجود محفز محدد بتاتًا.
تشتمل قائمة الاضطرابات الانشقاقية المُدرجة في الدليل التشخيصي والإحصائي للاضطرابات النفسية (الطبعة الخامسة) الصادر عن جمعية الطب النفسي الأمريكية على ما يلي:
- اضطراب الهوية التفارقي (اضطراب الشخصية المتعدد مسبقًا): هو التناوب بين حالتين أو أكثر من حالات الشخصية المتمايزة، وقد ينطوي على ضعف في التذكر في بعض حالات الشخصية. لا تدرك الشخصية المضيفة وجود الشخصيات المتناوبة الأخرى في الحالات الشديدة، لكن قد تدرك الشخصيات المتناوبة وجود جميع الشخصيات الأخرى.[5]
- فقدان الذاكرة الانفصالي (فقدان الذاكرة نفساني المنشأ سابقًا): هو الفقدان المؤقت لذاكرة الاستدعاء -ولا سيما الذاكرة العرضية- بسبب حدث صادم أو مجهد. يُعتبر فقدان الذاكرة الانفصامي الاضطراب الأكثر شيوعًا بين الاضطرابات الانشقاقية الموثّقة. قد يحدث هذا الاضطراب مباغتةً أو تدريجيًا، ومن الممكن أن يستمر دقائق أو سنوات بحسب شدة الصدمة وقابلية المريض.[6][7] اعتُبر الشرود الفصامي سابقًا فئةً منفصلةً من الاضطرابات الانشقاقية، لكنه أصبح أحد العوامل المحددة لفقدان الذاكرة الانفصالي.[8]
- اضطراب تبدد الشخصية – الاغتراب عن الواقع: ينطوي هذا الاضطراب على فترات من الانفصال عن الذات أو المحيط، فقد يصبحا «غير واقعيين» من وجهة نظر المصاب (الافتقار إلى القدرة على التحكم بالذات و«خارجها»)، دون أن يخسر المصاب وعيه، فيبقى على دراية بأن ما يختبره مجرد شعور وليس حقيقة.
- تُقسم الفئة القديمة التي حملت اسم الاضطراب الانشقاقي غير المحدد على نحو آخر إلى قسمين في يومنا هذا: اضطراب انشقاقي محدد آخر، واضطراب انشقاقي غير محدد. تُستخدم هاتين الفئتين لوصف أشكال التفكك المرضية التي لا تتماشى تمامًا مع معايير الاضطرابات الانشقاقية المحددة الأخرى، أو عندما يتعذر تحديد الفئة الصحيحة، أو عندما يكون الاضطراب عابرًا.[4]

صنفت المراجعة الحادية عشر للتصنيف الدولي للأمراض الاضطرابات الانشقاقية على النحو التالي:
- اضطراب الأعراض العصبية الانفصالي.
- فقدان الذاكرة الانفصالي.
- فقدان الذاكرة الانفصالي المصاحب للشرود الانفصالي.
- اضطراب الغيبة.
- اضطراب غيبة التملك.
- اضطراب الهوية الانفصالي.
- اضطراب الهوية الانفصالي الجزئي.
- اضطراب تبدد الشخصية – الاغتراب عن الواقع.[9]

## المسبب والعلاج

### اضطراب الهوية الانفصالي
المسبب: ينجم اضطراب الهوية الانفصالي عن صدمة مستمرة منذ مرحلة الطفولة، ويُشترط أن تحدث هذه الصدمة قبل سن السادسة إلى التاسعة. يمتلك الأشخاص المصابون باضطراب الهوية الانفصالي عادةً أقارب يشاركونهم التجارب ذاتها.
العلاج: العلاج النفسي طويل الأمد بغرض تحسين جودة الحياة لدى المرضى.

### فقدان الذاكرة الانفصالي
المسبب: وسيلة للتأقلم مع الصدمة.
العلاج: العلاج النفسي (كالعلاج بالكلام مثلًا) أو الاستشارة أو العلاج النفسي الذي ينطوي على تحدث المصاب عن اضطرابه والمشكلات المصاحبة له مع مُقدّم خدمات الصحة النفسية. يتضمن العلاج النفسي في الكثير من الأحيان تنويمًا مغناطيسيًا (للمساعدة على تذكر الصدمة والتعامل معها)، أو علاجًا بالفن الإبداعي (من خلال استخدام العمليات الإبداعية الرامية إلى مساعدة الشخص الذي لا يستطيع التعبير عن أفكاره)، أو علاجًا معرفيًا (العلاج بالكلام لتحديد المعتقدات/ السلوكيات غير الصحية والسلبية)، أو علاجًا دوائيًا (مضادات الاكتئاب، والأدوية المضادة للقلق، والمهدئات). تساعد هذه الأدوية في السيطرة على الأعراض النفسية المصاحبة للاضطرابات، إذ لا يوجد أي أدوية قادرة على معالجة الاضطرابات في حد ذاتها. وفي المقابل، قد يساعد دواء ثيوبنتال أحيانًا في استعادة الذكريات. تتراوح المدة الزمنية لفقدان الذاكرة الانفصالي بين بضع دقائق وعدة سنوات. قد يتلاشى فقدان الذاكرة عند إبعاد الشخص عن الحدث المسبب للصدمة في حال اقتران النوبة المصاحبة للاضطراب بحدث صادم. اعتُبر الشرود الانفصالي سابقًا فئةً منفصلةً، لكنه أُدرج لاحقًا باعتباره عنصرًا محددًا لاضطراب فقدان الذاكرة الانفصالي.